# Ristijärvi (sjö i Finland, Kajanaland, lat 64,83, long 27,67)
Ristijärvi är en sjö i Finland. Den ligger i kommunen Puolango i landskapet Kajanaland, i den centrala delen av landet, 500 km norr om huvudstaden Helsingfors. Ristijärvi ligger 150,6 meter över havet. Den är 7,3 meter djup. Arean är 1,58 kvadratkilometer och strandlinjen är 10,37 kilometer lång. Sjön  ingår i Kiminge älvs huvudavrinningsområde. 